# Premio Goncourt de los estudiantes
El Premio Goncourt de los estudiantes de secundaria es un premio literario francés organizado por la Fnac y el Ministerio de Educación francés, cuyo jurado está compuesto por alrededor de 2.000 alumnos. Fue creado en 1988 por la Fnac, en colaboración con el Rectorado de Rennes y con el visto bueno de la Académie Goncourt. De 1999 a 2007 hubo un premio separado llamado "Beca juvenil Goncourt" otorgado por la Académie Goncourt pero sin relación con la Fnac.

## Organización
El principio de este premio literario es ofrecer a los jóvenes lectores la oportunidad de leer y debatir sobre la calidad de las novelas del año seleccionadas en septiembre por los miembros de la Académie Goncourt. Cincuenta clases de alumnos de bachillerato de 15 a 18 años, alumnos del segundo de la BTS, todos combinados, leen durante un mes y medio las quince novelas de la selección. Los profesores miembros de la asociación Bruit de Lire participan en las deliberaciones para apoyarlos.
La Fnac contribuye a este premio literario proporcionando a los estudiantes de secundaria las obras de la selección desde el inicio del curso escolar de septiembre. También ofrece a los estudiantes la oportunidad de conocer a los autores de los libros que han leído.
Las regiones participantes eligen representantes y una selección de libros para la primera fase de votación. A continuación, tiene lugar en Rennes la final con las obras seleccionadas, en presencia de miembros de la Académie Goncourt. Desde su creación, se han ofrecido nada menos que 216 novelas y alrededor de 17.150 alumnos han leído 37.604 ejemplares de estos libros.
El premio se otorga en Rennes a principios de noviembre, unos días después de su emblema, el premio Goncourt.

## Ganadores del premio Goncourt de los estudiantes de secundaria
| Año  | Autor                  | Obra                                            | Editor                     | Notas                                                 |
| ---- | ---------------------- | ----------------------------------------------- | -------------------------- | ----------------------------------------------------- |
| 1988 | Erik Orsenna           | L'Exposition coloniale                          | Seuil                      | También Premio Goncourt                               |
| 1989 | Jean Vautrin           | Un grand pas vers le bon Dieu                   | Éditions Grasset           | También Premio Goncourt                               |
| 1990 | Françoise Lefèvre      | Le Petit Prince cannibale                       | Actes Sud                  |                                                       |
| 1991 | Pierre Combescot       | Les Filles du Calvaire                          | Éditions Grasset           | También Premio Goncourt                               |
| 1992 | Eduardo Manet          | L'Île du lézard vert                            | Flammarion                 |                                                       |
| 1993 | Anne Wiazemsky         | Canines                                         | Éditions Gallimard         |                                                       |
| 1994 | Claude Pujade-Renaud   | Belle mère                                      | Actes Sud                  |                                                       |
| 1995 | Andreï Makine          | Le Testament français                           | Mercure de France          | También Premio Goncourt y Premio Médicis              |
| 1996 | Nancy Huston           | Instruments des ténèbres                        | Actes Sud                  | También Premio Livre Inter 1997                       |
| 1997 | Jean-Pierre Milovanoff | Le Maître des paons                             | Julliard                   |                                                       |
| 1998 | Luc Lang               | Mille six cents ventres                         | Fayard                     |                                                       |
| 1999 | Jean-Marie Laclavetine | Première Ligne                                  | Éditions Gallimard         |                                                       |
| 2000 | Ahmadou Kourouma       | Allah n'est pas obligé                          | Seuil                      | También Premio Renaudot                               |
| 2001 | Shan Sa                | La Joueuse de go                                | Éditions Grasset           |                                                       |
| 2002 | Laurent Gaudé          | La Mort du roi Tsongor                          | Actes Sud                  | También Prix des Libraires                            |
| 2003 | Yann Apperry           | Farrago                                         | Éditions Grasset           |                                                       |
| 2004 | Philippe Grimbert      | Un secret                                       | Éditions Grasset           |                                                       |
| 2005 | Sylvie Germain         | Magnus                                          | Éditions Albin Michel      |                                                       |
| 2006 | Léonora Miano          | Contours du jour qui vient                      | Plon                       |                                                       |
| 2007 | Philippe Claudel       | Le Rapport de Brodeck                           | Stock                      |                                                       |
| 2008 | Catherine Cusset       | Un brillant avenir                              | Éditions Gallimard         |                                                       |
| 2009 | Jean-Michel Guenassia  | Le Club des incorrigibles optimistes            | Éditions Albin Michel      |                                                       |
| 2010 | Mathias Énard          | Parle-leur de batailles, de rois et d'éléphants | Actes Sud                  |                                                       |
| 2011 | Carole Martinez        | Du domaine des Murmures                         | Éditions Gallimard         |                                                       |
| 2012 | Joël Dicker            | La Vérité sur l'affaire Harry Quebert           | Fallois                    | También Gran Premio de Novela de la Academia Francesa |
| 2013 | Sorj Chalandon         | Le Quatrième Mur                                | Éditions Grasset           |                                                       |
| 2014 | David Foenkinos        | Charlotte                                       | Éditions Gallimard         | También Premio Renaudot                               |
| 2015 | Delphine de Vigan      | D'après une histoire vraie                      | Lattès                     | También Premio Renaudot                               |
| 2016 | Gaël Faye              | Petit Pays                                      | Éditions Grasset           | También Premio de novela Fnac                         |
| 2017 | Alice Zeniter          | L'Art de perdre                                 | Flammarion                 | También Premio literario de Le Monde                  |
| 2018 | David Diop             | Hermano de alma                                 | Seuil                      |                                                       |
| 2019 | Karine Tuil            | Les Choses humaines                             | Éditions Gallimard         | También Premio Interallié                             |
| 2020 | Djaili Amadou Amal     | Les Impatientes                                 | Éditions Emmanuelle Collas | También Premio Orange du Livre en Afrique             |
| 2021 | Clara Dupont-Monod     | S'adapter                                       | Stock                      | También Premio Femina                                 |
| 2022 | Sabyl Ghoussoub        | Beyrouth-sur-Seine                              | Stock                      |                                                       |
| 2023 | Neige Sinno            | Triste tigre                                    | Éditions P.O.L             | También Premio Femina y Premio literario de Le Monde  |
| 2024 | Sandrine Collette      | Madelaine avant l’aube                          | Lattès                     |                                                       |